# Petites Éclipses
Petites Éclipses est un roman graphique franco-belge en noir et blanc créé par les auteurs Fane et Jim, publié en 2007 par Casterman dans la collection Écritures.

## Synopsis
Les six amis de trentenaires, trois femmes et trois hommes, quittent la capitale pour retrouver ensemble dans une maison du sud de la France, sous prétexte de contempler l'éclipse solaire...

## Personnages
- Dominique : le ronchon désillusionné.
- Isabelle : la compagne nerveuse de Dominique, dont les enfants ont été confiés aux grands-parents.
- Hubert : le gars barbu aux lunettes se pose la question envers lui-même sur l'identité sexuelle.
- Helena : l'ex-compagne de Dominique qui compliquera la situation, surtout avec Dominique et Isabelle.
- Jean-Pierre : homme marié, mais il n'hésite pas à se laisser avec Jan.
- Jan : la jeune fille de dix-neuf ans que Jean-Pierre a rencontré sur le site de rencontre.

## Analyse
Fane et Jim, alors voisins d'une vingtaine de kilomètres dans le sud de la France, ont commencé cette œuvre en mai 2004, avec 280 pages sous forme de storyboard en huit mois ; ces deux auteurs ne se connaissent pas tellement, ce qui a permis de faire partie au projet : « On dessinait le soir, tous les mardis soirs, dans nos ateliers ou sur nos terrasses, deux verres et une bouteille de vin sur la table. On essayait de s'en tenir à six pages par session, parfois plus, parfois moins. On a parlé films, bouquins, musiques… On apprenait à se découvrir en s'échangeant des bouts de ce qu'on aimait bien », raconte Jim.
Non seulement il a eu cette idée de couples partis dans le sud pour admirer l'éclipse, c'était Fane qui a décidé de dessiner à quatre mains. « Enfin à deux mains. Sa main droite à lui et ma main droite à moi », précise Jim. Il dessinait alors les personnages et Jim, les décors.

## Postérité

### Influences
Cette bande dessinée a sans aucun doute influencé Guillaume Canet pour son  film Les Petits Mouchoirs (2010), qui rappelle justement l'ambiance émotionnelle des personnages des Petites Éclipses.

## Album
- Petites Éclipses, Casterman, Écritures,  (ISBN 978-2-203-39630-2), avril 2007
Scénario et dessin : Fane et Jim

## Récompenses
- Prix Sheriff d’or, à la Librairie Esprit BD en 2007[5]
- Prix Interfestival Transalpin, au Festival international de la bande dessinée de Chambéry en 2007[6]